# Elecciones municipales de Tumbes de 1980
Las elecciones municipales de Tumbes de 1980 se llevaron a cabo el 23 de noviembre de 1980 para elegir al alcalde y al Concejo Provincial de Tumbes para el periodo 1981-1983. La elección se celebró simultáneamente con elecciones municipales en todo el país. Fueron las primeras elecciones municipales en la provincia desde 1966, tras 12 años de gobierno militar.

## Sistema electoral
La Municipalidad Provincial de Tumbes es el órgano administrativo y de gobierno de la provincia de Tumbes. Está compuesta por el alcalde y el Concejo Provincial.
La votación del alcalde y el concejo se realiza en base al sufragio universal, que comprende a todos los ciudadanos nacionales mayores de dieciocho años, empadronados y residentes en la provincia de Tumbes y en pleno goce de sus derechos políticos, así como a los ciudadanos no nacionales residentes y empadronados en la provincia de Tumbes.
El Concejo Provincial de Tumbes está compuesto por 19 regidores elegidos por sufragio directo para un período de tres (3) años, en forma conjunta con la elección del alcalde (quien lo preside). La votación es por lista cerrada y bloqueada. Se asigna a cada lista los escaños según el método d'Hondt. Es elegido como alcalde el candidato que ocupe el primer lugar de la lista que haya obtenido la más alta votación.

## Partidos y candidatos
A continuación se muestra una lista de los principales partidos y alianzas electorales que participaron en las elecciones:
| Candidatura | Candidatura | Partidos y alianzas | Candidatos | Candidatos                 | Ideología                                               | Ref. |
| ----------- | ----------- | --- | ---------- | -------------------------- | ------------------------------------------------------- | ---- |
|             | APRA        | Lista - Partido Aprista Peruano (APRA) |            | Sin información disponible | Aprismo                                                 |      |
|             | AP          | Lista - Acción Popular (AP) |            | Numa Cabrera García        | Humanismo Nacionalismo cívico Reformismo                |      |
|             | PPC         | Lista - Partido Popular Cristiano (PPC) |            | Sin información disponible | Conservadurismo social Humanismo Democracia cristiana   |      |
|             | IU          | Lista - Izquierda Unida (IU) – Unión de Izquierda Revolucionaria (UNIR) – Unidad Democrático Popular (UDP) – Partido Socialista Revolucionario (PSR) – Partido Comunista Revolucionario (PCR) – Partido Comunista Peruano (PCP) – Frente Obrero Campesino Estudiantil y Popular (FOCEP) |            | Sin información disponible | Marxismo-leninismo Mariateguismo Socialismo democrático |      |

## Resultados

### Sumario general
|                        |                                 |              |              |              |           |           |
| Partidos y coaliciones | Partidos y coaliciones          | Voto popular | Voto popular | Voto popular | Regidores | Regidores |
| Partidos y coaliciones | Partidos y coaliciones          | Votos        | %            | ±pp          | Total     | +/−       |
|                        | Acción Popular (AP)             | 7,637        | 45.75        | n/a          | 9         | n/a       |
|                        | Partido Aprista Peruano (APRA)  | 3,964        | 23.75        | n/a          | 4         | n/a       |
|                        | Izquierda Unida (IU)            | 3,494        | 20.93        | n/a          | 4         | n/a       |
|                        | Partido Popular Cristiano (PPC) | 1,598        | 9.57         | n/a          | 2         | n/a       |
|                        |                                 |              |              |              |           |           |
| Total                  | Total                           | 16,693       |              |              | 19        | n/a       |
|                        |                                 |              |              |              |           |           |
| Votos válidos          | Votos válidos                   | 16,693       | 86.38        | n/a          |           |           |
| Votos en blanco        | Votos en blanco                 | 995          | 5.15         | n/a          |           |           |
| Votos nulos            | Votos nulos                     | 1,638        | 8.48         | n/a          |           |           |
| Votos emitidos         | Votos emitidos                  | 19,326       | 72.25        | n/a          |           |           |
| Abstenciones           | Abstenciones                    | 7,422        | 27.75        | n/a          |           |           |
| Votantes registrados   | Votantes registrados            | 26,748       |              |              |           |           |
|                        |                                 |              |              |              |           |           |
| Fuente:                |                                 |              |              |              |           |           |

## Elecciones municipales distritales

### Resultados por distrito
La siguiente tabla enumera el control de los distritos de la provincia de Tumbes.
| Distrito              | Alcalde(sa) electo(a)  | Partido político | Partido político          |
| --------------------- | ---------------------- | ---------------- | ------------------------- |
| Corrales              | Germán Olaya Dioses    |                  | Partido Aprista Peruano   |
| La Cruz               | Jorge García Franco    |                  | Lista Independiente N° 23 |
| Pampas de Hospital    | Juan Zárate Mogollón   |                  | Acción Popular            |
| San Jacinto           | Carlos Gamarra Morales |                  | Acción Popular            |
| San Juan de la Virgen | Alberto Peña García    |                  | Acción Popular            |